# Almdudler
La Almdudler () è una bevanda austriaca.

## Descrizione
È dolce e frizzante, aromatizzata con erbe, simile come aspetto e gusto al Ginger ale o alla cedrata, della quale condivide l'ingrediente del limone. La sua popolarità in Austria è seconda solo alla Coca Cola ed ogni anno ne vengono prodotti 80 milioni di litri .
È prodotta in tre diverse versioni dall'azienda Almdudler Limonade, A. & S. Klein GmbH & Co KG. Le tre versioni sono: Almdudler traditionell (tradizionale), Almdudler light (senza zucchero) e Almdudler g'spritzt (con acqua frizzante).
L'Almdudler è stata inventata nel 1957 da Erwin Klein come alternativa alle bevande alcoliche e deve il suo nome alla popolare frase "auf der Alm dudeln" (cantare jodel sui prati alpini).
Lo slogan della Almdudler è stato scritto da Simon North ed è in dialetto bavarese: "Wenn de kan Oimdudla haum, geh' i wieda ham!" (Se non hanno la Almdudler, tornerò a casa!).
Viene distribuita in bottiglie (di vetro o di PET) da 0,2 a 2,0 litri e in lattine da 0,33 litri.
Dal 1994 è prodotta in licenza all'estero in Germania, Svizzera, Belgio, Polonia.
In Italia si ha una bevanda molto simile all'Almdudler, la spuma.

## Valori nutrizionali per 100 ml
- Per la Almdudler tradizionale:
  - Valore energetico: 38 kcal (160 kJ)
  - Proteine: 0 g
  - Carboidrati: 9 g
  - Grassi: 0 g
- Per la Almdudler senza zucchero:
  - Valore energetico: 1,4 kcal (5,9 kJ)
  - Proteine: 0 g
  - Carboidrati: 0 g
  - Grassi: 0 g